# 曹渓寺 (ソウル特別市)
曹渓寺（そうけいじ、チョゲサ）は、ソウル特別市鐘路区堅志洞にある寺院。韓国仏教界の最大宗派である曹渓宗（大韓仏教曹渓宗）の総本山。

## 歴史
創建は日本統治時代の1938年。李氏朝鮮建国（1392年）直後の1395年に創建された覚皇寺の建立をもって曹渓寺の創建とする説もあるが、曹渓宗（大韓仏教曹渓宗）は1938年を創建年としている。創建時の名称は太古寺だった。朝鮮戦争後の1954年に曹渓宗の名をとり、曹渓寺に改名された。
寺院の建物は、1938年に完工されたものである。1920年代に建設された1階仏殿の中で最も規模が大きい建物として知られている。境内に曹渓宗の中央宗務機関があり、曹渓宗の総本山の機能を果たしている。

## 特色
大学入試が近づくと、受験生の家族（主に母親）が合格祈願をしに集まることで知られる。